# Brucella oryzae
Espèce
Brucella oryzae est une espèce de la famille des Brucellaceae.

## Description
Brucella oryzae est une espèce bactérienne endophyte. Elle est non pigmentée, mobile et Gram négative. La souche type de l'espèce est MTCC 4195T (=DSM 17471T).

## Taxonomie
Le nom correct complet (avec auteur) de ce taxon est Brucella oryzae (Tripathi et al. 2006) Hördt et al. 2020.

### Synonymie
Brucella oryzae a pour synonyme :
- Ochrobactrum oryzae Tripathi et al. 2006

### Étymologie
L'étymologie de l'espèce Brucella oryzae est la suivante : o.ry’zae. L. gen. fem. n. oryzae, du riz, appartenant à l'habitat où les premières souches ont été isolées.